# Valdecantos
Valdecantos es una localidad española, hoy día deshabitada, del municipio de Santa Cruz de Yanguas, perteneciente a la provincia de Soria, en la comunidad autónoma de Castilla y León.

## Geografía
La localidad está situada en la carretera provincial SO-P-1103, entre Santa Cruz de Yanguas y la Villar del Río. Forma parte de la comarca de  las Tierras Altas y del partido judicial de Soria. Pertenece al municipio de Santa Cruz de Yanguas. Para la administración eclesiástica de la Iglesia católica, forma parte de la Diócesis de Osma la cual, a su vez, pertenece a la Archidiócesis de Burgos.

## Historia
A mediados del siglo XIX, la aldea, perteneciente por entonces al municipio de Villartoso, tenía contabilizada una población de 40 habitantes. Aparece descrita en el decimoquinto volumen del Diccionario geográfico-estadístico-histórico de España y sus posesiones de Ultramar de Pascual Madoz de la siguiente manera:

VALDECANTOS: ald. del ayunt. de Villartoso, en la prov. de Soria (7 leg.), part. jud. de Agreda (8), aud. terr. y c. g. de Búrgos (19), dióc. de Calahorra (10). sit. al pie de las sierras de Cameros, que le dominan por el S. y O.; su clima es sano, y no se conocen enfermedades especiales. Tiene 9 casas; una igl. filial de la de Yanguas. Confina el térm. con los de Sta. Cecilia, La Laguna, Villartoso y Sta. Cruz; dentro de él se encuentran varios manantiales de buenas aguas, de cuyo sobrante se forma un pequeño arroyo que sirve para fertilizar en parte el terreno, que en lo general es de mediana calidad. caminos: los que dirigen á los pueblos limítrofes, todos de herradura y en mal estado. correo: se recibe y despacha en la cap. de prov. prod.: trigo comun, centeno, cebada, avena, algunas legumbres y yerbas de pasto, con las que se mantiene ganado lanar y las yuntas necesarias para la agricultura, única ind. que se conoce. pobl.: 9 vec., 40 alm. cap. imp.: 8,111 rs.
(Madoz, 1849, pp. 268-269)